# Direkte Demokratie in Baden-Württemberg
Baden-Württemberg war das erste Bundesland, das 1956 Regelungen zur Durchführung von Bürgerbegehren und Bürgerentscheiden in die Gemeindeordnung einführte. Die Möglichkeiten der Wahrnehmung von Instrumenten der direkten Demokratie in Baden-Württemberg bestehen auf Landesebene und der Ebene der Gemeinde.

## Direkte Demokratie auf Landesebene

### Volksantrag
Der Volksantrag adressiert den Landtag und kann neben gesetzlichen Regelungen auch einen allgemeinen Gegenstand umfassen. Sofern das Quorum von 0,5 Prozent der Wahlberechtigten innerhalb eines Jahres erreicht ist, muss sich der Landtag damit befassen. Hat der Volksantrag ein Gesetz zum Gegenstand und lehnt der Landtag dieses Gesetz ab, können die gesetzlichen Vertrauenspersonen des Volksantrages, nach Art. 59 Abs. 2 S. 2 des Landesverfassung, innerhalb von drei Monaten ein Volksbegehren beantragen.

### Volksbegehren
Volksbegehren und Volksentscheid sind in Art. 59 und 60 der Landesverfassung festgelegt.
Um in Baden-Württemberg ein Volksbegehren einzureichen, muss ein ausgearbeiteter und mit Gründen versehener Gesetzesentwurf zugrunde liegen. Die Regelung in der Landesverfassung arbeitet mit einem so genannten Negativkatalog, d. h., bestimmte Sachverhalte wie Staatshaushalt, Abgaben und Besoldungsgesetze dürfen nicht Gegenstand eines Volksbegehrens sein. Um das Volksbegehren einreichen zu können, müssen 0,5 Prozent der Wahlberechtigten als Unterstützer mitzeichnen, das sind aktuell ca. 40.000 Unterschriften. Der Antrag auf Zulassung eines Volksbegehrens muss beim Landesinnenministerium eingereicht sein.
Von dem Institut des Volksbegehrens wird in Baden-Württemberg häufiger Gebrauch gemacht, als in einigen anderen Bundesländern.

### Volksabstimmung
Die Volksabstimmung kann eine durch Volksbegehren eingebrachte Gesetzesvorlage, der der Landtag nicht unverändert zustimmen möchte, zum Gegenstand haben. Sie kann aber auch durch das Quorum von einem Drittel der Mitglieder des Landtages verlangt werden, wenn ein durch die Regierung eingebrachter Gesetzesentwurf abgelehnt wurde. Die gleiche Mehrheit kann dies für ein vom Landtag verabschiedetes Gesetz beschließen, wenn die Regierung dies vor Verkündung beantragt.
Eine Volksabstimmung bedarf eines Zustimmungsquorums von 20 Prozent der Stimmberechtigten, d. h., die Beteiligung an der Abstimmung muss wenigstens dieses Quorum erfüllen, ansonsten ist die Abstimmung schon aus diesen Gründen nicht erfolgreich. Das von der Volksabstimmung avisierte Gesetz ist angenommen, wenn die Mehrheit der abgegebenen Stimmen erreicht ist. Vor der Gesetzesänderung im Frühjahr 2014 war eine Mehrheit von einem Drittel der Wahlberechtigten erforderlich (ca. 2,5 Millionen). Diese Hürde wurde am 6. November 2013 gesenkt auf ein Fünftel der Stimmberechtigten und die einfache Mehrheit der abgegebenen Stimmen.
Im Landesgebiet des heutigen Baden-Württembergs fanden seit 1950 mehrere direktdemokratische Abstimmungen statt, die allerdings teilweise auf Grundlage des Art. 118 Grundgesetz initiiert wurden:
- 1950: Volksbefragung über die Neugliederung des Südwestraums (Württemberg-Baden, Baden, Württemberg-Hohenzollern)
- Dezember 1951: Volksabstimmung über die Neugliederung des Südwestdeutschen Raumes (Nordbaden, Südbaden, Nordwürttemberg und Südwürttemberg)[4]
- 1956, 1970: Volksbegehren und Volksentscheid in Baden (Baden)
- 1971: Volksbegehren und Volksabstimmung über die Auflösung des 5. Landtages von Baden-Württemberg (Baden-Württemberg)
- 27. November 2011: Volksabstimmung über das Ausstiegsgesetz Stuttgart 21 (Baden-Württemberg, initiiert von der Landesregierung Kretschmann)[5]

## Direkte Demokratie auf kommunaler Ebene

### Einwohnerantrag
Per Einwohnerantrag (vor dem 1. Dezember 2015 Bürgerantrag) können die Wahlberechtigten einer Gemeinde die Behandlung einer bestimmten Angelegenheit (z. B. Erhalt des Schwimmbades) durch den Gemeinderat verlangen. Der Antrag muss schriftlich gestellt werden. Richtet er sich gegen einen Beschluss des Gemeinderates, muss er innerhalb von drei Monaten nach Bekanntgabe eingereicht sein. Er hat ein gewisses Quorum an Unterschriften aufzuweisen, das sich an der Einwohnerzahl der Gemeinde orientiert, und muss nach § 20b der Gemeindeordnung für Baden-Württemberg von bis zu drei Vertrauenspersonen vertreten werden.
Den Antrag auf eine Einwohnerversammlung oder einen Einwohnerantrag können nur Einwohner unterzeichnen, die das 16. Lebensjahr vollendet haben und seit mindestens drei Monaten in der Gemeinde wohnen (§ 41 Kommunalwahlgesetz für Baden-Württemberg).
Der Gemeinderat prüft die formellen Voraussetzungen und behandelt dann die Angelegenheit innerhalb von drei Monaten in einer Sitzung oder einem beschließenden Ausschuss. In dieser Sitzung werden dann auch die Vertrauensleute des Einwohnerantrages angehört.
Wird der Antrag vom Gemeinderat abgelehnt, hat jeder rechtmäßige Unterzeichner, gem. § 41 Abs. 2 des Kommunalwahlgesetzes für Baden-Württemberg, das Recht, Anfechtungs- und Verpflichtungsklage zu erheben. Der Beschluss des Gemeinderates hat demnach die Wirkung eines Verwaltungsaktes.

### Bürgerbegehren und Bürgerentscheid
Bürgerbegehren und Bürgerentscheid sind in § 21 der Gemeindeordnung für Baden-Württemberg geregelt.
Bei Themen, die im Entscheidungsbereich der jeweiligen Gemeinde liegen, können die Bürger auf eigene Initiative oder auf Initiative des Gemeinderates mit einem so genannten Bürgerentscheid selbst abstimmen. Soll dies auf Initiative der Bürger geschehen, so bedarf es hierzu zunächst eines Bürgerbegehrens.
Die Voraussetzungen eines zulässigen Bürgerbegehrens in Baden-Württemberg sind folgende:
- Kein Ausnahmetatbestand des so genannten Negativkatalogs in § 21 Abs. 2 der Gemeindeordnung für Baden-Württemberg.
- Ein Unterschriftenquorum von zehn Prozent der wahlberechtigten Bürger innerhalb der Gemeinde und maximal 20.000.
- Das Bürgerbegehren darf nur ein Thema zum Gegenstand haben, über das innerhalb der letzten drei Jahre nicht bereits ein Bürgerentscheid stattfand.
- Richtet sich das Bürgerbegehren gegen einen Gemeinderatsbeschluss, so muss es innerhalb von drei Monaten ab Beschluss eingereicht sein.
- Das Bürgerbegehren muss einen Kostendeckungsvorschlag enthalten.
- Es müssen bis zu drei Vertrauenspersonen benannt werden.

Über die Zulässigkeit entscheidet der jeweilige Gemeinderat. Liegt die Zulässigkeit vor, so muss der Bürgerentscheid binnen vier Monaten durchgeführt werden. Wird die Zulässigkeit verneint, kann seitens der Vertrauenspersonen für das Bürgerbegehren ein Wahlprüfungsverfahren nach § 41 Abs. 3 i. V. m. §§ 29 ff. des Kommunalwahlgesetzes für Baden-Württemberg eingeleitet werden, dessen Regeln denen für die Bürgermeisterwahl entsprechen. Demnach hat die Entscheidung des Gemeinderates die Wirkung eines Verwaltungsaktes.
Der Bürgerentscheid kann gem. § 41 Abs. 3 des Kommunalwahlgesetzes für Baden-Württemberg am selben Tag mit anderen Wahlen (z. B. Bundestagswahl) zusammengelegt werden. In anderen Bundesländern, wie Rheinland-Pfalz, steht dies wegen möglicher Beeinflussung des Wählerwillens unter dem Vorbehalt der Genehmigung der Kommunalaufsicht.
Der Bürgerentscheid ist erfolgreich, wenn einerseits die Mehrheit der abgegebenen Stimmen die Fragestellung bejaht hat und wenn ein so genanntes Abstimmungsquorum von 20 Prozent der Stimmberechtigten erreicht wurde. So kann es durchaus sein, dass zwar die Mehrheit der abgegebenen Stimmen erreicht wurde, aber die Anzahl der abgegebenen Stimmen das notwendige Abstimmungsquorum von 20 Prozent nicht erreichte. Demnach wäre der Bürgerentscheid dann auch wegen zu geringer Beteiligung abgelehnt.
Der Bürgerentscheid hat die Wirkung eines Gemeinderatsbeschlusses und kann erst nach weiteren drei Jahren nur durch einen neuen Bürgerentscheid abgeändert werden.
Wie andere Bundesländer hat Baden-Württemberg keine Regelungen für Bürgerbegehren und Bürgerentscheide auf Landkreisebene.